# Nagel-Séez-Mesnil

Nagel-Séez-Mesnil este o comună în departamentul Eure, Franța. În 1 ianuarie 2022 avea o populație de 334 de locuitori.